# Kirillow
Kirillow (russisch Кириллов) ist eine Kleinstadt in Nordwestrussland. Sie liegt in der Oblast Wologda und hat 7728 Einwohner (Stand 14. Oktober 2010).

## Geographie
Die Stadt liegt etwa 130 km nordwestlich der Oblasthauptstadt Wologda an mehreren Seen und dem Nördlichen Dwina-Kanal, welcher die Flusssysteme von Wolga und Nördlicher Dwina verbindet.
Kirillow ist Verwaltungszentrum des gleichnamigen Rajons.

## Geschichte
Kirillow entstand als Handelssiedlung (Sloboda) um das 1397 gegründete russisch-orthodoxe Kirillo-Beloserski-Kloster, welches bis ins 17. Jahrhundert wichtigstes religiöses und kulturelles Zentrum des russischen Nordens war. 1776 erhielt der Ort Stadtrecht.

### Bevölkerungsentwicklung
| Jahr | Einwohner |
| ---- | --------- |
| 1897 | 4306      |
| 1926 | 4276      |
| 1939 | 5280      |
| 1959 | 6055      |
| 1970 | 6285      |
| 1979 | 7320      |
| 1989 | 8817      |
| 2002 | 8229      |
| 2010 | 7728      |

Anmerkung: Volkszählungsdaten

## Kultur und Sehenswürdigkeiten
Außer dem Kirillo-Beloserski-Kloster sind in der Umgebung der Stadt weitere Klosteranlagen erhalten, so das 7 Kilometer entfernte Gorizy-Auferstehungs-Kloster von 1544 am Ufer der Scheksna sowie das 20 Kilometer entfernte Kloster Ferapontow von 1398.

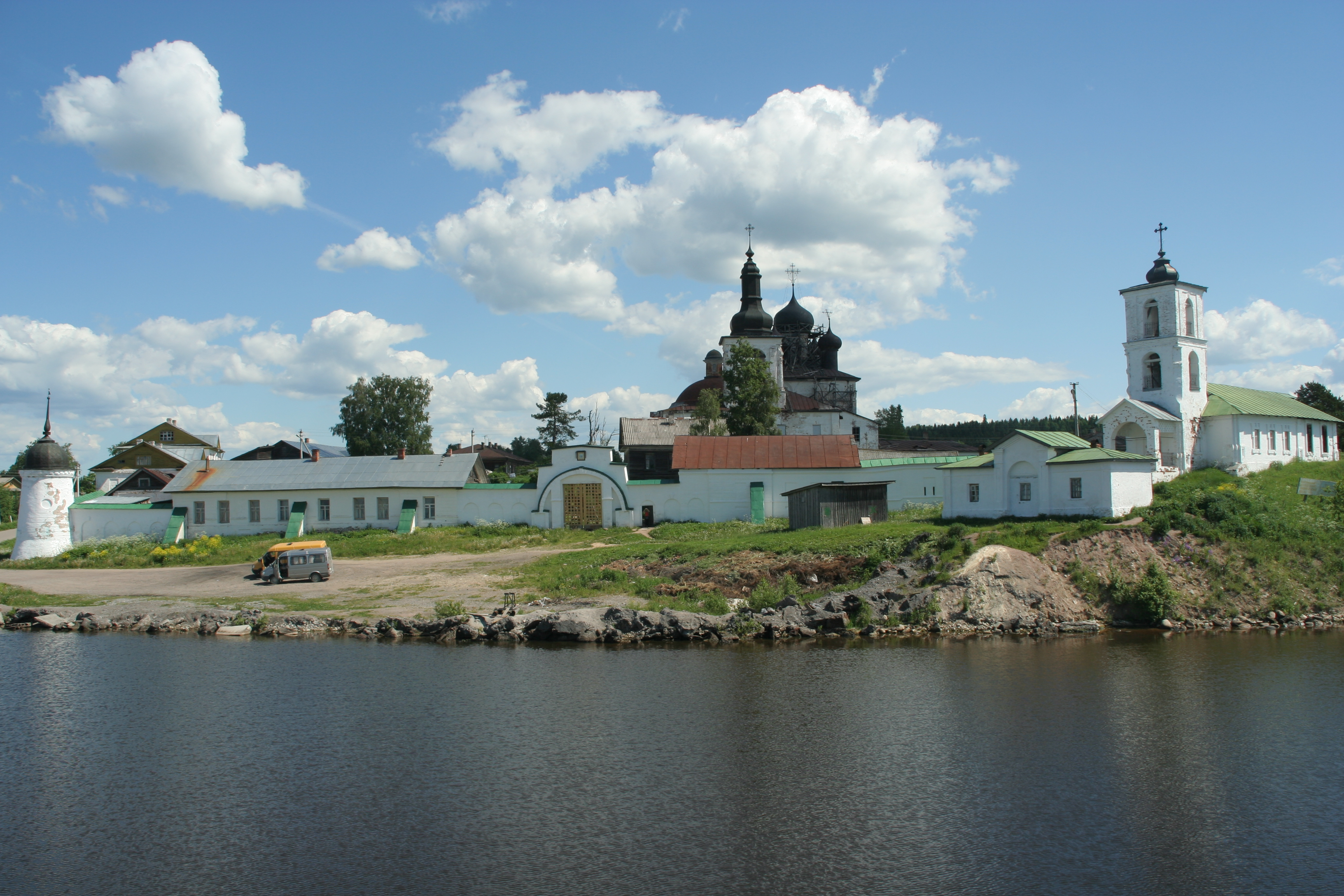
Gorizy-Auferstehungs-Kloster
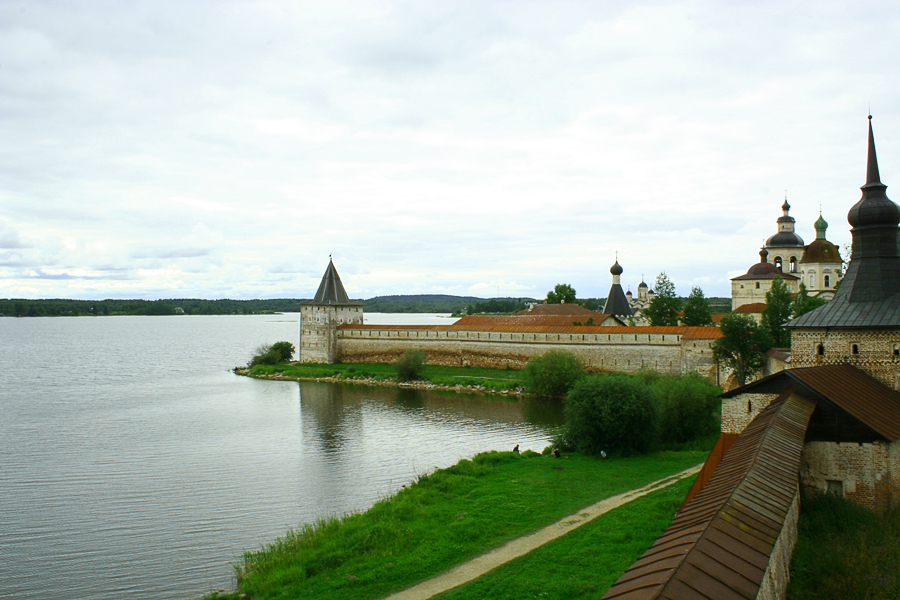
Kirillo-Beloserski-Kloster und See

## Söhne und Töchter der Stadt
- Nikolai Simin (1849–1909), Wasserbauingenieur
- Dmitri Grawe (1863–1939), Mathematiker
- Iwan Maiski (1884–1975), Politiker, Diplomat und Historiker